# Славяно-греко-латинская академия
Славя́но-гре́ко-лати́нская акаде́мия (греч. Σλαβοελληνολατινικὴ Ἀκαδημία, лат. Academia Slavo-Graeco-Latina) — первое в России высшее учебное заведение, учреждённое в 1687 году по инициативе поэта и богослова Симеона Полоцкого.
Славяно-греко-латинская академия дала начало всему высшему образованию в России. Целью создания академии была подготовка образованных людей для нужд России. Академия давала образование не только детям аристократии, государственных и церковных чиновников, но и торговцев, и даже холопов. Первоначально студентов академии насчитывалось около ста, в начале XVIII века — 600, а в начале XIX века — более 1600.
Из стен академии вышли выдающиеся деятели науки, государства, дипломатии, церкви, искусства и культуры, самый известный из которых — основатель Московского университета М. В. Ломоносов.
По уставу академии на неё возлагались, помимо собственно учительских, также цензурные и даже полицейские функции и, кроме того, юрисдикция трибунала по делам христианской веры. Была закрыта в 1814 году.

## История

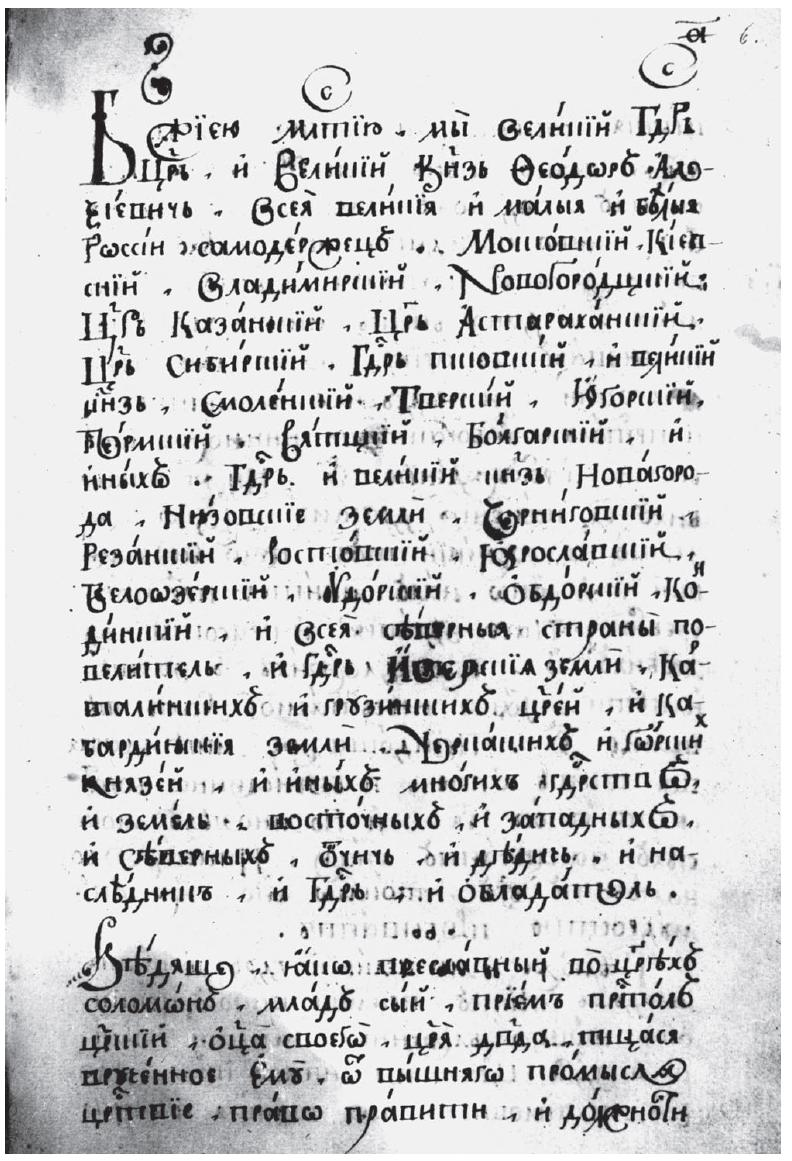
Привилегия на Академию (учредительный документ Академии)

Академия была создана по инициативе педагога и поэта, выпускника Киево-Могилянской академии Симеона Полоцкого (учителя царских детей) и его ученика Сильвестра (Медведева). Первым документом Академии была «Академическая привилегия», переданная на учреждение царю Феодору Алексеевичу в 1682 году, в которой устанавливался статус Академии, равный статусам западноевропейских университетов.

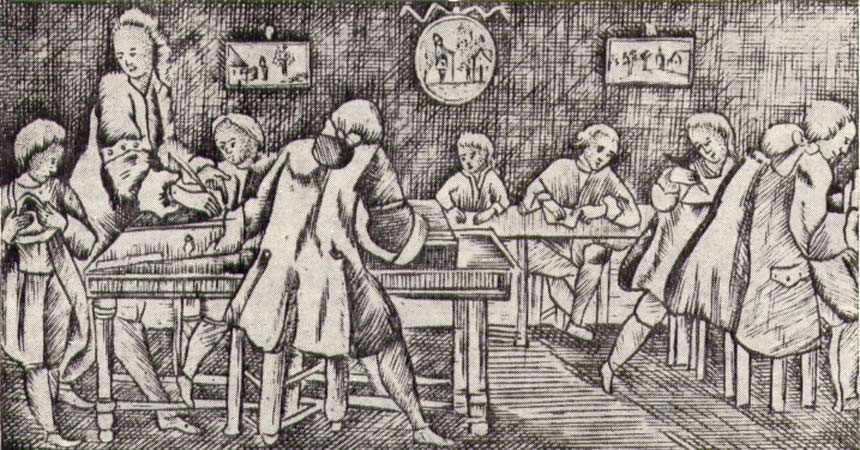
Обучение в Славяно-греко-латинской академии

Академия исторически была сформирована как всесословное высшее образовательное учреждение.

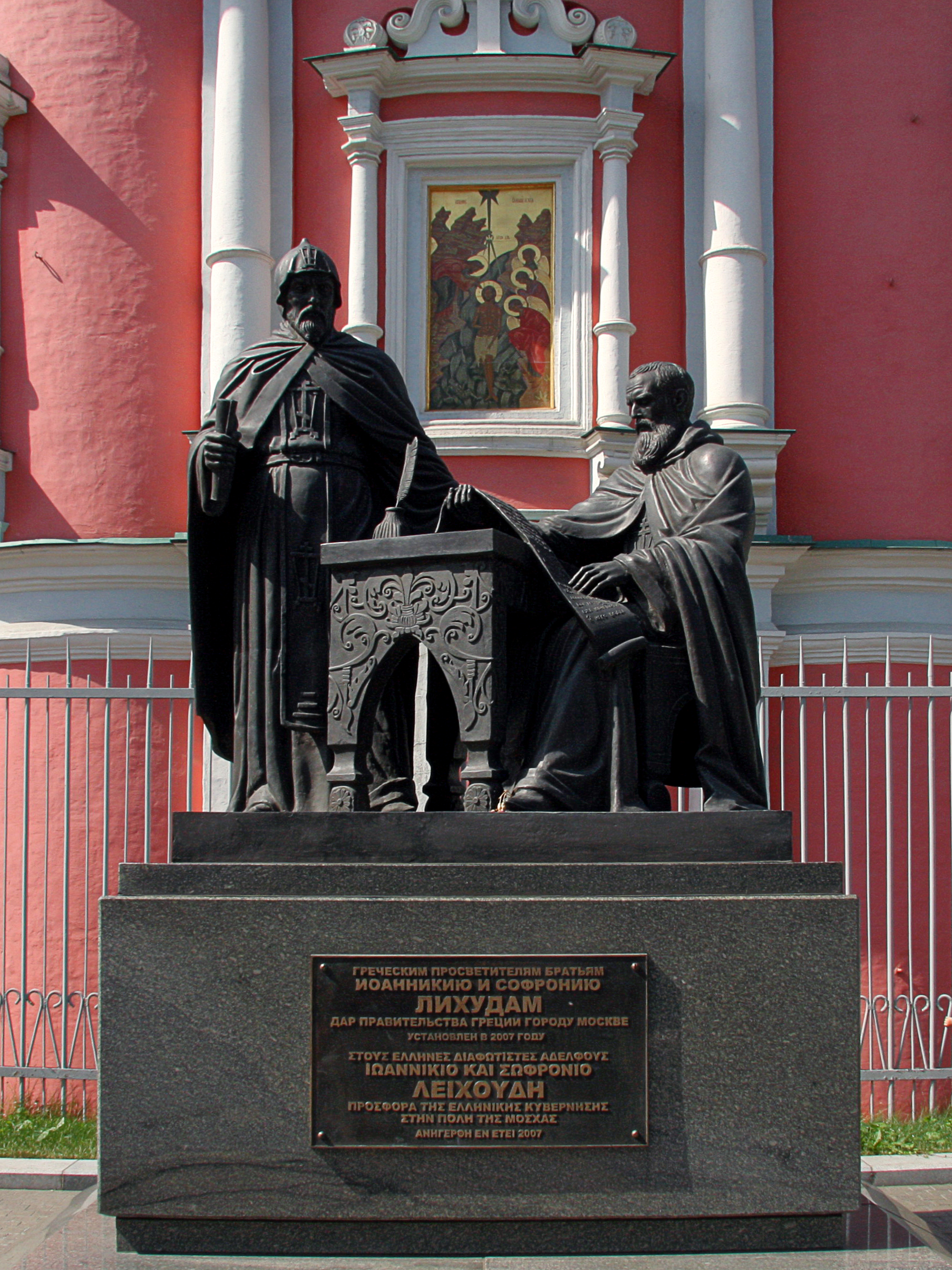
Памятник Иоанникию и Софронию Лихудам

Первыми преподавателями начавшей создаваться Академии (в её основу были положены открытая ещё в 1681 году Типографская школа и созданная в 1685 году Богоявленская школа при Богоявленском монастыре) стали двое известных греческих учёных-иеромонахов — братья Иоанникий и Софроний Лихуды, прибывшие в Москву 5 (15) марта 1685 года. Спустя несколько месяцев для Лихудов были построены 2 кельи в московском Богоявленском монастыре, в котором 1 (11) июля 1685 года начала работу Богоявленская школа, явившаяся 1-м этапом создания Славяно-греко-латинской академии. Составленная Лихудами учебная программа ориентировалась на европейские образцы, прежде всего на программу Падуанского университета. В учебном процессе Лихуды использовали как известные в то время печатные пособия по грамматике, риторике, философии, эпистолографии, поэтике, так и составленные ими для русских слушателей учебники. Сохранились списки учебников Лихудов фактически по всем читавшимся ими предметам. Среди них греческая грамматика московской (краткой), костромской и новгородской (пространной) редакций, латинская грамматика, поэтика, две риторики, логика, физика, богословие, пособие «О методе эпистолярного искусства». С этого времени и до 1710 года академия называлась «Еллино-греческою».
В 1685—1687 годах на специально прирезанном к монастырю участке (в границах современного владения 7) построено трёхэтажное здание Коллегиума — специального здания для Академии. Алексей Малиновский указывал, что «чужеземец, вызванный из Греции для нотного писания иеродиакон Мелетий, дал ход делу общеполезному, отказав по смерти своей обоим братьям Лихудиям на построение каменного здания для академии две тысячи рублей». Уже в 1687 году братья Лихуды переместились со своими учениками в двухэтажные палаты, выстроенные на территории Заиконоспасского монастыря. Этот год и принято считать годом открытия Академии. Среди первых студентов были русские,, македонцы и грузины. Одним из семи первых учеников был Фёдор Поликарпов.
В 1701 году Пётр I придал школе статус государственной академии. После преобразований, проведённых Палладием Роговским в духе просветителя Стефана Яворского, в Академии стали изучать латинский язык, современные европейские языки, философию.
В первое время преподавание в академии носило схоластический характер. Преподавали грамматику, пиитику, риторику, логику и физику на латинском и греческом языках, но первостепенное значение уделялось изучению греческого языка и культуры. Прохождение курса тогда было рассчитано на 12 лет. Обучение было разделено на восемь классов или, как в то время говорили, на восемь «школ», которые включали в себя четыре низших класса: «фара», «инфирма», «грамматика», «синтаксима», два средних: «пиитика» и «риторика», два высших: «философия» и «богословие». Обучение велось круглый год.
В низших классах шло обучение славянскому и латинскому языкам, арифметике, истории, географии, катехизису. По истечении четырёх лет ученики свободно читали и писали по-латыни. В средних классах они продолжали учить латинский язык, чтобы через два года говорить на нём, и осваивали стихосложение, литературное сочинение, красноречие и богословие. Отдельный предмет в Академии составляла поэзия.
Многие учащиеся не доучивались до старших классов, а уходили с первого же года обучения в другие школы — математические, инженерные, медицинские, так как хорошо владели иностранными языками. Учеников из бедных слоёв населения отсылали за границу, чтобы «учитися языкам турецкому, арабскому и персидскому» и для «наук литературных», которые изучали во Франции. Академия стала известна в Европе, а не только в России. С 1721 года в ней стали обучаться иностранцы, которые были приравнены к русским учащимся.
В начале своего существования Академия находилась в совместном государственном и церковном управлении (как многие классические европейские университеты того времени) и готовила главным образом переводчиков, работников типографий (справщиков), священнослужителей, высших государственных руководителей и дипломатов, преподавателей и профессоров, причём не только для России, но и для других славянских стран. С основанием Московского университета в 1755 году образование в Славяно-греко-латинской академии специализировалось: она превратилась в школу для юношества духовного сословия, воспитывающую для церковного служения. При этом она не слилась с университетом, не стала одним из его факультетов, как практиковалось в Западной Европе.
В 1775 году Святейшему синоду был дан императорский указ: «так как Московская академия стоит в крайне неспособном для училищ месте, то к переведению оной сыскать другое место». Число учащихся росло, здания в Заиконоспасском монастыре обветшали, но лишь в 1797 году предложение о перемещении Академии одобрено Синодом. Новым местом предполагался Донской монастырь, где на возведение новых зданий требовалась огромная сумма, и поэтому проект был отклонён. Тогда Синод решил переместить Академию в Троице-Сергиеву лавру. Митрополит Платон был против, предлагая новым местом Воскресенский монастырь, где можно было бы достичь единоначалия, поставив ректора настоятелем монастыря.
Отечественная война 1812 года прервала учебный процесс. Заиконоспасский монастырь был разорён и ограблен находившимися в Москве французами, оставшиеся монахи подверглись истязаниям и убийствам. Здания не пострадали от пожара, но оказались сильно повреждёнными от действий захватчиков. Учебная жизнь продолжена там 3 марта 1813 года после посильного ремонта. В 1822 году корпус Коллегиума был выстроен заново на старой основе для Заиконоспасского духовного училища.
Славяно-греко-латинская академия была закрыта и полностью прекратила своё существование в 1814 году, но обслуживание продолжалось до 1815 года.
Некоторые преподаватели (4 человека) были впоследствии приняты во вновь созданную Московскую духовную академию в Сергиевом Посаде.

## Некоторые лица, связанные с академией
Ректоры
- Иоанникий и Софроний Лихуды (1685—1694)
- Наставники Феодор Поликарпов и Николай Семёнов-Головин (1694—1700)
- Палладий (Роговский) (1700—1703)
- Рафаил (Краснопольский) (1703—1704)
- Сильвестр (Крайский) (1704—1705)
- Антоний (Кармский) (1705—1706)
- Феофилакт (Лопатинский) (1706—1722)
- Гедеон (Вишневский) (1722—1728)
- Герман (Копцевич) (1728 — май 1731)
- Софроний (Мигалевич)[укр.] (2 мая 1731 — 16 августа 1732)
- Феофилакт (Журавский) (30 августа 1732 — 12 декабря 1733)
- Стефан (Калиновский) (12 декабря 1733—1736)
- Антоний (Кувечинский) (1736—1737)
- Митрофан (Слотвенский) (1737—1739)
- Платон (Левицкий) (1739—1741)
- Кирилл (Флоринский) (1741—1742)
- Порфирий (Крайский) (сентябрь 1742—1748)
- Иоанн (Козлович) (1748—1753)
- Варлаам (Лящевский) (1753—1754)
- Иоасаф (Хотунцевич) (1754—1757)
- Геннадий (Драницын) (1757—1758)
- Гедеон (Слонимский) (1758—1761)
- Гавриил (Петров) (1761—1763)
- Геннадий (Броницкий) (1764—1768)
- Антоний (Герасимов-Зыбелин) (1768—1770)
- Феофилакт (Горский) (1770—1774)
- Амвросий (Подобедов) (1774—1778)
- Дамаскин (Семёнов-Руднев) (1778—1782)
- Павел (Пономарёв) (1782—1783)
- Аполлос (Байбаков) (1783—1786)
- Афанасий (Иванов) (1786—1788)
- Мелхиседек (Заболотский) (1788—1791)
- Мефодий (Смирнов) (1791—1794)
- Амвросий (Яковлев-Орлин) (1794—1795)
- Евлампий (Введенский) (1795—1799)
- Серафим (Глаголевский) (1799)
- Владимир (Третьяков) (1799—1801)
- Августин (Виноградский) (1801—1804)
- Моисей (Платонов-Близнецов) (1804—1807)
- Сергий (Крылов-Платонов) (1808—1809)
- Симеон (Крылов-Платонов) (21 января 1810—1814)

Наиболее известные студенты и выпускники:

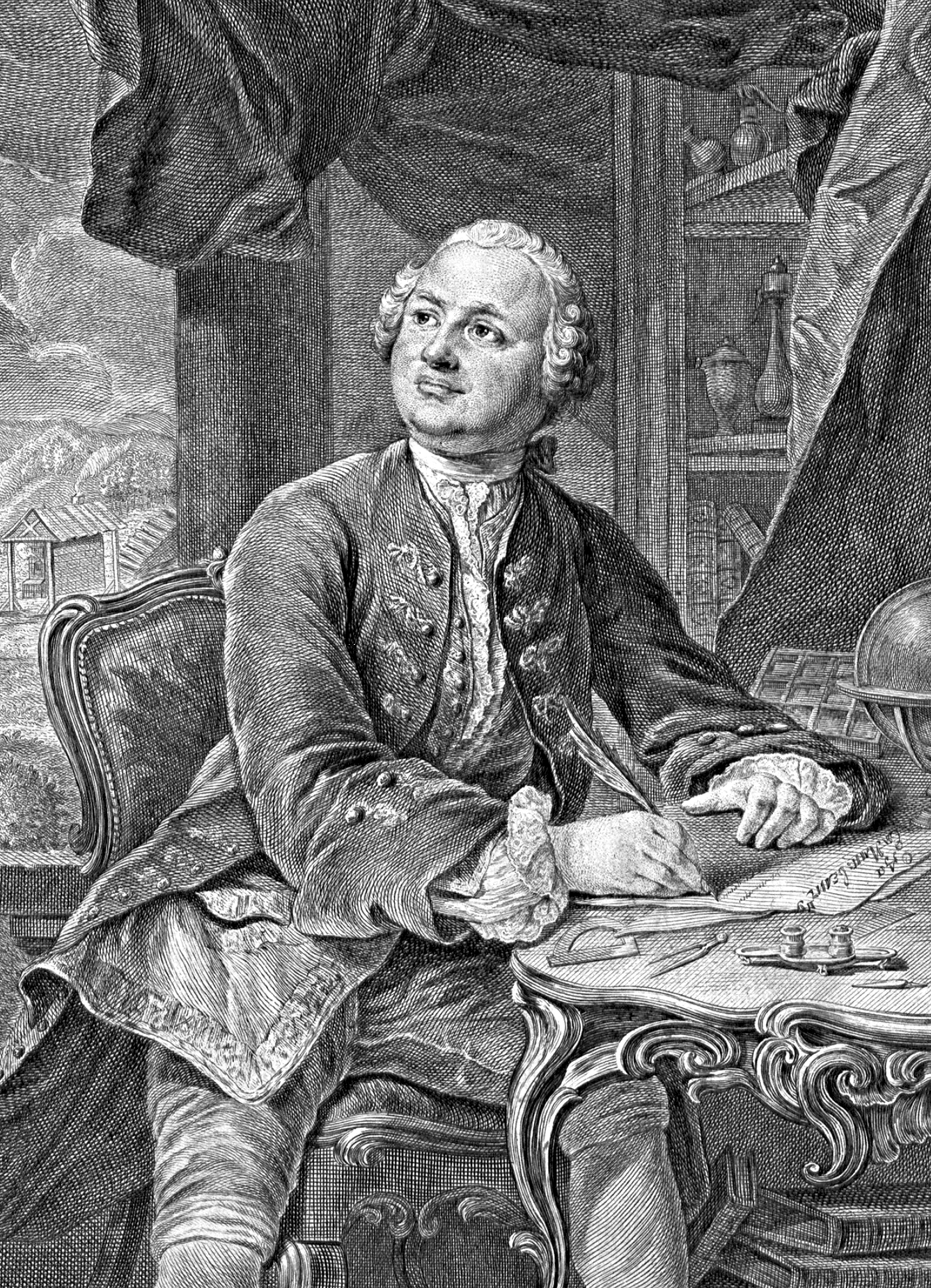
Михаил Ломоносов — самый известный выпускник Славяно-греко-латинской академии

- Михаил Ломоносов — выпускник академии, учёный, основатель МГУ, ректор Академического университета;
- Дмитрий Виноградов — основоположник русского фарфора, однокурсник Ломоносова;
- Антиох Кантемир — дипломат, поэт;
- Фёдор Волков — основатель русского театра;
- Леонтий Магницкий — автор первого русского учебника математики;
- Степан Крашенинников — путешественник, исследователь Севера и Востока России, ректор Академического университета;
- Василий Баженов — архитектор;
- Никита Платонов (выпуск 1818[18]) — переводчик;
- Пётр Постников — первый в истории России доктор философии и медицины;
- Иннокентий Иркутский — святитель;
- Евгений (Болховитинов) — митрополит Киевский и Галицкий (1822—1837), церковный и общественный деятель, историк, археограф, писатель, переводчик; член Российской академии (1806), почётный член Петербургской Академии наук (1826).

Наиболее известные преподаватели:
- Братья Лихуды
- Варлаам (Лящевский)
- Алексей Кириллович Барсов

## Библиотека Академии
В своё время библиотека Академии была самой большой и обширной в России, в её ведение была передана вся государственная библиотека в вечное пользование: «Государственную нашу вивлиофику в сохранение предаем блюстителю училищ со учительми, и оной нашей вивлиофики при том нашем училище вечно быти утверждаем».

## Театр Академии
Театр Славяно-греко-латинской Академии был одним из первых в России и возник из т. н. «школьного театра». В нём в XVII веке поэт и драматург Симеон Полоцкий ставил произведения «О блудном сыне», «О Навуходоносоре». Первый спектакль состоялся в ноябре 1701 г. «Действием благородных великороссийских младенцев» была поставлена «Ужасная измена сластолюбивого жития с прискорбным и нищетным» — драма по евангельской притче о богатом и Лазаре. Участие в спектакле приняли приезжие студенты с Украины и москвичи — князья Лобановы, Хованский, Лопухин, Бутурлин и другие. Драма, по всей видимости, была или привезена из Киева или составлена одним из профессоров-украинцев.
С 1701 году театральные представления в Славяно-греко-латинской академии становятся традиционным обычаем светского общества того времени.
В 1705 году в театре академии Феофан Прокопович поставил свою трагикомедию «Владимир».
Одной из самых ярких постановок театра Академии явилось «триумфальное действо» на взятие шведской крепости Нотебурга Петром I, поставленное в 1703 году. Действо изображало войну России против Швеции как борьбу «российского Марса» против злых сил, олицетворенных в образах «льва шведского» и «луны таврикийской». Лев и змея — символы злобы и лукавства. Действо завершалось триумфальным въездом «российского Марса».

## Здания в Москве

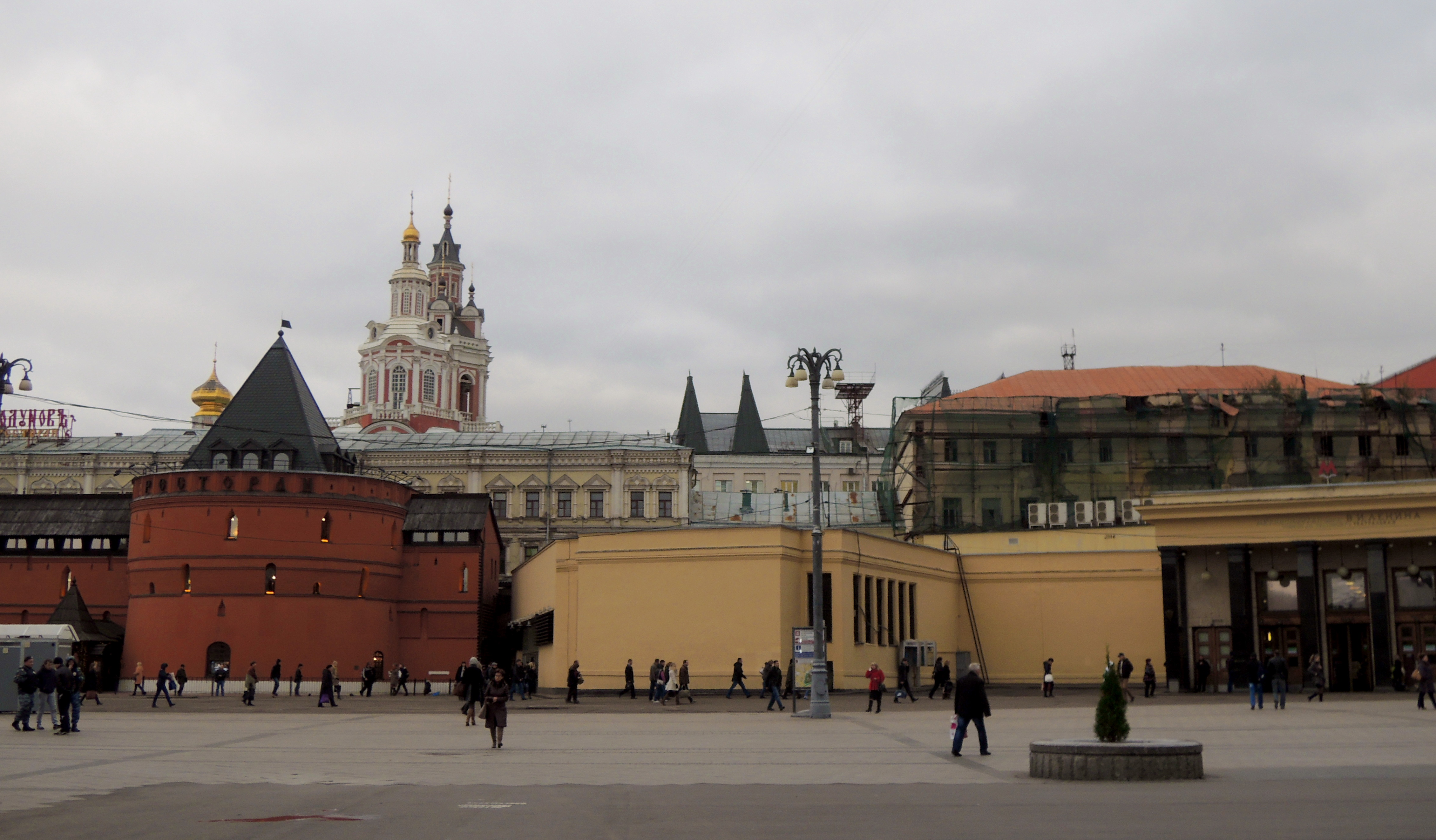
Строения Славяно-греко-латинской академии расположены на территории Заиконоспасского монастыря, вдоль Китайгородской стены. На фото — за вестибюлем метро и Круглой башней

Здания СГЛА в Москве (современный адрес — Никольская ул., дом 7-9, строение 1-2-5, ЦАО, Никольская ул., дом 7-9, строение 3) — памятник архитектуры федерального значения. Сторонние пользователи, занимающие помещения памятника федерального значения — Славяно-Греко-Латинской Академии в центре Москвы, выводятся с этой территории. По словам председателя Москомнаследия Валерия Шевчука, сказанным в 2009 году, Москомнаследие выступает за то, чтобы здания Славяно-греко-латинской академии были переданы «под ту монастырскую функцию, которая существовала раньше».
В ходе реконструкции подземного перехода между Никольской улицей и площадью Революции с привлечением инвестора ООО «Старград» училищный корпус Заиконоспасского монастыря пришёл в аварийное состояние, возникла угроза его обрушения. Работы «Старграда» были официально сочтены самовольными: под западной частью монастырского двора вырыто трехэтажное подземелье площадью 7500 м². Строительство было остановлено. Власти Москвы планировали восстановить здания. До настоящего времени здание Училищного корпуса Заиконоспасского монастыря пустует. Его собственником является Росимущество, корпус передан РГГУ, занимающему на территории монастыря соседнее строение. В марте 2016 года утверждено охранное обязательство.